# Affaldshenkastning i USA
Affaldshenkastning (”littering” ) i USA er et miljøproblem, og betragtes ofte en kriminel handling, der kan straffes med bøde. Affaldslove, håndhævelsestiltag og retsforfølgelse anvendes for at modvirke og indskrænke problemet. Alle disse elementer er en del af en "omfattende reaktion på miljøsyndere, skriver Epstein og Hammett, forskere ved USAs justitsministerium. De henkastnings- og dumping-love, der findes i alle halvtreds stater i USA, har forrang ift mere lokale regler til at regulere overtrædelser, og fungerer ud fra principper om offentlig sikkerhed snarere end æstetik. Disse statslige love definerer, hvem overtræderne er, typen eller karakteren på den person begår handlingen, og hvilke elementer der skal være opfyldt for at der er tale om en ulovlig handling. Kommunale regler såvel som  statslige love forudsætter at der ligger en "menneskelig handling"  til grund, for at der er tale om ulovlig henkastning, der kan medføre strafansvar. De fleste stater kræver at det er myndighedspersoner eller særligt autoriserede personer, der bevidner den ulovlige handling og anmelder denne. Retsforfølgelse og bødestraf er vigtige elementer i bekæmpelsen af ulovlig henkastning og dumpning.  
En betydelig affaldsmængde langs vejene i USA tilskrives anvendelsen af køretøjer, der ikke sikrer mod at der falder effekter af under kørslen. 
En landsdækkende undersøgelse blandt amerikanske anklagere bemærkede at den vigtigste faktor i forhold til at retsforfølge en overtrædelse var "graden af skaden" og "den kriminelle hensigt" hos gerningsmanden. Bøder er den oftest anvendte sanktion. De fleste sager afgøres udenretsligt. For små forseelser udmåles oftest bøder eller samfundstjeneste, hvor der skal samles affald. Fængselsstraf er sjælden. 
Eksempler er Californien, hvor straffen ved førstegangsforseelser starter ved 100 USD og otte timers samfundstjeneste med affaldsindsamling langs veje. Fra den tredje overtrædelse straffes med minimum en bøde på 750 USD og 24 timers affaldsindsamling (pr. forseelse).
I Idaho idømmes overtræderne bøder op til 180 USD og samfundstjeneste med affaldsindsamling i et udpeget område. 
I staten Washington kan henkastning af (især tændte) cigaretskodder koste bødestraf op til 1.025 USD. Staten er plaget af mange skovbrande. Nationale statistikker har påvist, at der i gennemsnit er ca. 160 kg affald pr. mile, inkl. ca 3000 cigaretskodder. 
I staten Oregon kan henkastning af tændte cigaretter eller andre tobaksprodukter straffes med bøde op til 2.500 USD og op til fem års fængsel. Der er tillige straf for at forurene i vand, ved veje og anden ejendom med maksimale bøder på op til 6.250 USD og 10 års fængsel.

## Eksterne links
- Keep America Beautiful Arkiveret 9. oktober 2013 hos  Wayback Machine